# Геотектоніка

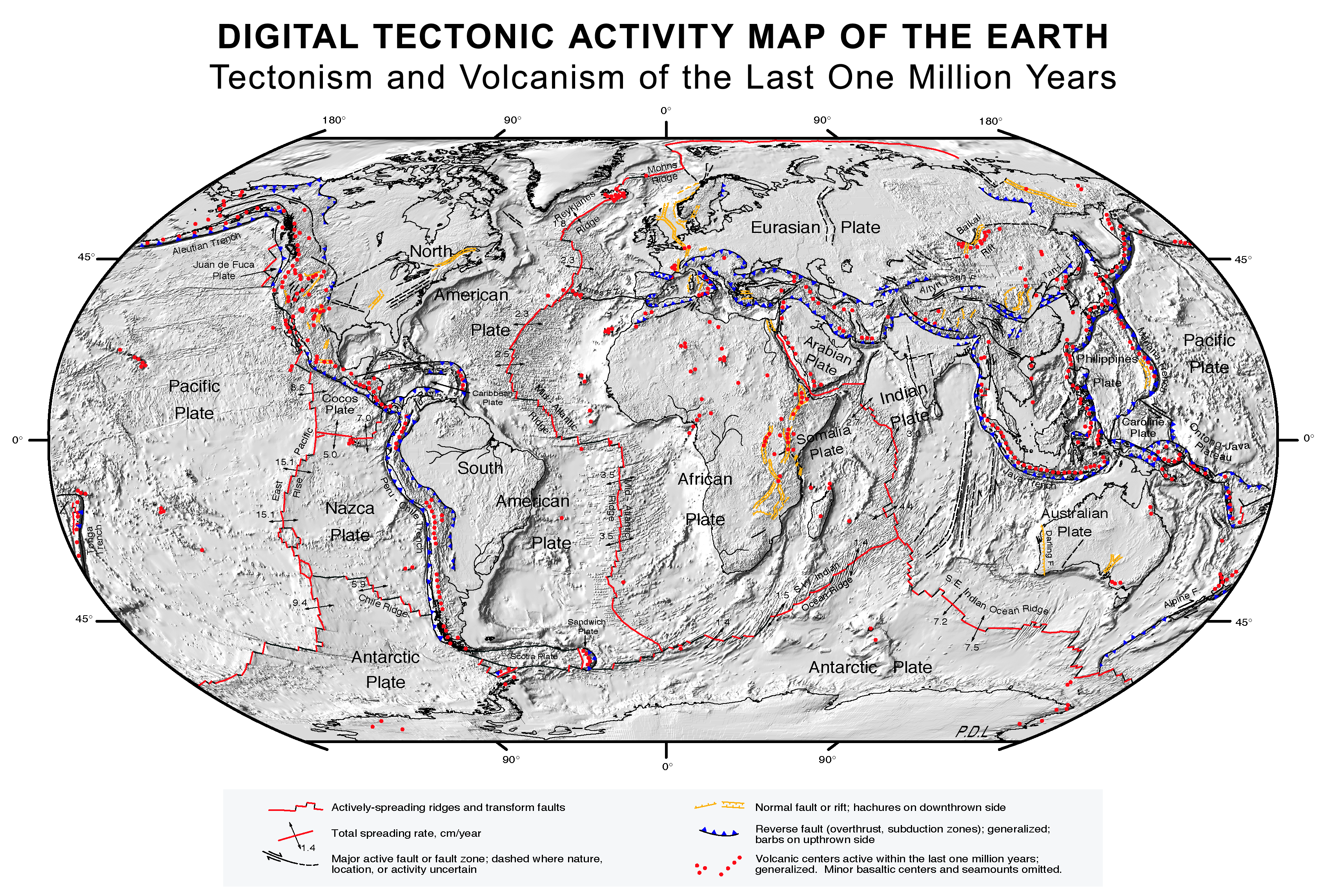
Геотектонічна карта світу.

Геотекто́ніка (від гео і тектоніка) — наука про структуру землі.
Геотектоніка вивчає як будову землі взагалі, так і її зовнішньої оболонки — земної кори (тобто літосфери) у процесі розвитку і вивчає різні геологічні структури та їх взаємозв'язки. Відповідно до цього Г. вивчає не тільки форму залягання порід, а й ті процеси, що визначають розподіл і залягання зазначених порід.
Основною практичною задачею геотектоніки є пояснення закономірностей розташування у земній корі природних геологічних структурних форм. Без цих знань неможливим є складання геологічних карт і перерізів, пошук та розвідка родовищ корисних копалин, дослідження порід і ґрунтів під різні інженерні споруди.